# Моређе (Леко)
Моређе је насеље у Италији у округу Леко, региону Ломбардија.
Према процени из 2011. у насељу је живело 55 становника. Насеље се налази на надморској висини од 206 м.